# Horta de Múrcia
L'Horta de Múrcia (en castellà Huerta de Murcia) és una comarca de la Regió de Múrcia amb 477.134 habitants i capital a  Múrcia. Està formada pels municipis d'Alcantarilla, Beniel, Múrcia i Santomera. Es troba entre el Segura Mitjà i el Baix Segura, aquesta última ja al País Valencià. Es dedica als serveis, l'administració, la indústria conservera i l'agricultura de regadiu al voltant de les hortes del riu Segura. La població està dispersa en nombroses poblacions i el nucli principal de Múrcia té uns 175.000 habitants, encara que el seu municipi té més de 400.000 i la seva àrea urbana més de 550.000 habitants. Els seus productes agrícoles són molt coneguts i tenen reputació internacional. Sempre s'ha dit que només hi ha dues hortes: la de València i la de Múrcia.
| \| Municipi \| Població \| Extensió \| Densitat \| \| la Cantarella \| 44.056 \| 16,1 \| 2750,20 \| \| Beniel \| 7.717 \| 10,00 \| 704,70 \| \| Ciutat de Múrcia \| 402.028 \| 881,3 \| 456,2 \| \| Santomera \| 14.532 \| 44,5 \| 314,60 \| \| Total \| 477.134 \| 951,7 \| 501,34 \| |          |          |          |
| Municipi | Població | Extensió | Densitat |
| la Cantarella | 44.056   | 16,1     | 2750,20  |
| Beniel | 7.717    | 10,00    | 704,70   |
| Ciutat de Múrcia | 402.028  | 881,3    | 456,2    |
| Santomera | 14.532   | 44,5     | 314,60   |
| Total | 477.134  | 951,7    | 501,34   |

## Història
L'Horta de Múrcia, així com tot l'antic Regne, fou conquistada per Jaume el Conqueridor entre el 1265-1266, durant la seva conquesta del Regne de València, i cedida a Castella en compliment del Tractat d'Almizra. Més tard, Jaume II tornà a ocupar el regne durant l'etapa 1296-1304 i, després del Tractat d'Elx (1305), el cedí definitivament a Castella. Arran de la seva repoblació inicial, feta amb catalans, el català s'hi va parlar fins al tombant del segle xiv, en què fou substituït pel murcià (anomenat "panotxo" a la zona), un castellà empeltat de catalanismes procedent de noves repoblacions amb castellans. El murcià es troba actualment en franca reculada a causa de l'ensenyament del castellà normatiu a les escoles.

## Economia
Tradicionalment agrícola, i seu de la major productora d'hortalisses de tot Europa, actualment la vegueria murciana ha adoptat un paper decisiu en el sector industrial i de serveis murcians. Destaca el polígon oest, on es troben localitzades gran part d'aquestes indústries.
Poblacions com Alcantarilla són seu de grans empreses que exporten conserves a l'estranger. A Santomera i Beniel destaca la producció de cítrics, especialment la llimona, el que ha dut a Santomera a ser coneguda com "el llimonar d'Europa".